# سابولش تورو
سابولش تورو (بالمجرية: Törő Szabolcs)‏ مواليد 10 مارس 1983 في المجر، هو لاعب كرة يد مجري يلعب كجناح أيسر. مثل منتخب المجر لكرة اليد.

## سجل المنافسة
شارك في البطولات التالية:
- بطولة العالم لكرة اليد للرجال 2009
- بطولة العالم لكرة اليد للرجال 2011
- بطولة أوروبا لكرة اليد للرجال 2006
- بطولة أوروبا لكرة اليد للرجال 2008
- بطولة أوروبا لكرة اليد للرجال 2010

## الإنجازات
- الدوري المجري لكرة اليد:
  - الفوز: 2000
  - الميدالية الفضية: 2001، 2011
  - الميدالية البرونزية: 2002، 2006، 2007، 2008، 2009
- كأس أبطال الكؤوس الأوروبية لكرة اليد:
  - نصف النهائي: 2002